# 大小姐和看門犬
《大小姐和看門犬》是はつはる的日本漫畫作品，自2019年起在講談社旗下雜誌《別冊FRIEND》連載。截至2023年3月，本作系列累積發行量超過250萬冊。改編電視動畫由project No.9擔任動畫製作，於2023年9月至12月播出。改編真人電影預定於2025年3月14日上映。

## 故事大綱
一咲因為父母意外身亡而被黑道瀨名垣組的組長收養，成為其孫女，她暗戀著十年來照顧自己的黑道若頭宇藤啓彌，但因為世人對黑道的歧見，一咲認為兩人不會有未來可言，便決定談一場普通的戀愛，並選擇離家較遠的音羽高中就讀，不料啓彌也偽裝成高中生進入該校就讀，並以青梅竹馬的身份就近保護她，然而啓彌的行為顯得過度保護，反而使校園生活意外連連。

## 角色列表

### 主要角色
瀨名垣一咲（聲：鬼頭明里）
剛入學的社恐高一女生，15歲，總是在意很多。報考了離家較遠的高中，體驗普通的青春、交友、戀愛。實際上是黑道千金。因為家裡是黑道，周圍的人都很害怕她，長年交不到朋友，也沒有戀愛經驗。5歲時父母因交通事故去世，由擔任第三代瀨名垣組組長的祖父撫養長大。單戀著從小開始照顧自己的瀨名垣組少當家啓彌。
宇藤啓彌（聲：梅原裕一郎）
瀨名垣組若頭，26歲，負責照顧一咲，總是對她過度保護。認為「戀愛對一咲來說太早了」，堅決不讓男人靠近她。為了保護想在高中談普通戀愛的一咲不受豺狼侵害，走後門入學，成為了她的同班同學。

### 一咲與啓彌周圍的人
安藤、勝木（聲：上田瞳（安藤）、青山吉能（勝木））
一咲的朋友，在背後支持一咲和啓彌的關係。
瑠可、金剛（聲：井上雄貴（瑠可）、今井文也（金剛））
瀨名垣組的組員，啓彌的部下。
田貫幹男（聲：榎木淳彌）
太助弟弟的孫子（濑名垣组的兄弟组—田贯组组长的孙子）。他是個從小品行不好的不良少年，為了消磨時間，他與一咲與啓彌就讀同一所高中，他們在一起玩得很開心。
關谷香織（聲：中原麻衣）
与濑名垣组密切来往的会员制俱乐部的老板娘。以前似乎与啓弥有什么过往。
四道國孝
原瀨名垣組的組員。

### 瀬名垣家
瀨名垣太助（聲：寺杣昌紀）
一咲的祖父，第三代瀨名垣組組長。
瀨名垣翠
一咲的母親。個性調皮的她，當了媽媽後卻想離開家，過正常人的生活。

## 出版
| 卷數 | 講談社         | 講談社              |
| 卷數 | 發售日期       | ISBN                |
| ---- | -------------- | ------------------- |
| 1    | 2019年4月12日  | ISBN 978-4065151549 |
| 2    | 2019年9月13日  | ISBN 978-4065170038 |
| 3    | 2020年1月10日  | ISBN 978-4065182512 |
| 4    | 2020年6月11日  | ISBN 978-4065197790 |
| 5    | 2020年11月13日 | ISBN 978-4065213179 |
| 6    | 2021年5月13日  | ISBN 978-4065233030 |
| 7    | 2022年1月13日  | ISBN 978-4065258972 |
| 8    | 2022年10月13日 | ISBN 978-4065291542 |
| 9    | 2023年9月13日  | ISBN 978-4065329849 |

## 迴響
截至2022年10月，本作系列累積發行量超過200萬冊。截至2023年3月，超過250萬冊。

## 電視動畫
2022年10月10日宣布改編電視動畫，於2023年推出。

#### 主題曲
片頭曲《不應喜歡上的人》（好きになっちゃダメな人）
主唱、作詞、作曲、編曲：大石昌良
片尾曲《Magie×Magie》
主唱：鬼頭明里，作詞：高瀨愛虹，作曲、編曲：脇真富（Arte Refact）
插曲（第2話）
主唱：廣瀨裕也、坂泰斗，作詞：新谷風太，作曲：伊藤翼

### 各話列表
| 話數   | 日文標題 | 中文標題       | 劇本     | 分鏡            | 演出                | 作畫監督 | 總作畫監督            | 首播日期       |
| ------ | -------- | -------------- | -------- | --------------- | ------------------- | --- | --------------------- | -------------- |
| 第1話  |          | 春天與開始     | 皋月彩   | 高本宣弘        | 高本宣弘            | 藤泽俊幸、濑户良兼、大野勉                                                                                         | 番由紀子              | 2023年 9月28日 |
| 第2話  |          | 少女心與父母心 | 皋月彩   | 齋藤德明        | 川西泰二            | 重國浩子、瀨戶良兼                                                                                                 | 番由紀子 干支羽久遠   | 10月5日        |
| 第3話  |          | 接吻與喜歡     | 皋月彩   | 齋藤德明        | 加藤顯              | 瀨戶良兼、謝佳佳、王世林 王振業、金垣希、金鍾任 金數建、李熙周、RadPlus、Revival                                   | 番由紀子 干支羽久遠   | 10月12日       |
| 第4話  |          | 緊鄰危險       | 皋月彩   | 齋藤德明        | 山內東生雄          | 王振業、李毅、謝博傑 Revival、Studio EverGreen                                                                     | 番由紀子 干支羽久遠   | 10月19日       |
| 第5話  |          | 風波與協議     | 皋月彩   | 齋藤德明        | 高本宣弘 高橋朋宏   | 瀨戶良兼、金垣希 金鍾任、金淑禧、李熙周                                                                            | 番由紀子              | 10月26日       |
| 第6話  |          | 仲夏與夜之夢   | 皋月彩   | 竹內光 吉川浩司 | 川西泰二            | 重國浩子、瀨戶良兼、松本勝次 新谷真晝、金垣希、金鍾任 金淑禧、李熙周、Jang Sangmi Kim Jihyong、miao、sun jian qing | 番由紀子 干支羽久遠   | 11月2日        |
| 第7話  |          | 狸貓和看門犬   | 平見瞠   | 齋藤德明        | 高本宣弘 高橋朋宏   | 蘭彥軍、王振業 林煒、鳥尾、瀨戶良兼                                                                                | 番由紀子              | 11月9日        |
| 第8話  |          | 爛演技和愛情劇 | 富田賴子 | 齋藤德明        | 安江菜津美          | 藤澤俊幸、重國浩子 瀨戶良兼、大野勉、王世林 謝佳佳、RadPlus、Revival                                               | 番由紀子、 干支羽久遠 | 11月16日       |
| 第9話  |          | 持刀傷人與事件 | 皋月彩   | 齋藤德明        | 加藤顯              | 瀨戶良兼、王世林、謝佳佳 王振業、張金浩、吳曉偉、翁有威 金逸凡、徐晨寅、印傑、尤倩                                 | 番由紀子、 干支羽久遠 | 11月23日       |
| 第10話 |          | 餘香與耳語     | 平見瞠   | 齋藤德明        | 紫雄                | 鳥尾、劉華睿、王振業                                                                                               | 番由紀子              | 11月30日       |
| 第11話 |          | 過去與將來     | 富田賴子 | 齋藤德明        | 山內東生雄          | 瀨戶良兼、松本勝次、王振業 STUDIO MASSKET、Revival                                                                 | 番由紀子              | 12月7日        |
| 第12話 |          | 渣男與愛心     | 皋月彩   | 齋藤德明        | 安江菜津美 高橋朋宏 | 藤澤俊幸、劉華睿、崔志蘭 徐光詠、李文靜、金垣希 金鍾任、金淑禧、李熙周、ANI-G                                      | 番由紀子              | 12月14日       |
| 第13話 |          | 傷與情侶       | 皋月彩   | 高本宣弘        | 高本宣弘            | 藤澤俊幸、重國浩子 瀬戶良兼、松本勝次 新谷真晝                                                                     | 番由紀子              | 12月21日       |

### 播映平台
| 播映地區                           | 播映平台                           | 播映日期                | 播映時間              | 備註     |
| ---------------------------------- | ---------------------------------- | ----------------------- | --------------------- | -------- |
| 臺灣                               | 巴哈姆特動畫瘋                     | 2023年9月29日－12月22日 | 星期五 00:30（UTC+8） | [ 註 2 ] |
| 香港、澳門、臺灣、馬來西亞、新加坡 | Ani-One中文官方動畫頻道（YouTube） | 2023年9月29日－12月22日 | 星期五 00:30（UTC+8） |          |

## 真人電影
於2025年3月14日上映。由福本莉子與傑西雙主演。

### 登場人物
- 瀨名垣一咲：福本莉子
- 宇藤啓彌：傑西
- 田貫幹男：櫻井海音[8]
- 關谷香織：佐佐木希[9]
- 瀨名垣太助：杉本哲太[9]
- 田貫淳之介：飯田基祐[9]
- 勝木友麻：香音[9]
- 安藤優希：松井遙南[9]
- 轟將人：井上想良
- 天馬龍也：Gunpee[9]
- 金剛：葵揚
- 瑠可：岩瀨洋志
- 里中：平川結月

### 製作團隊
- 原作：はつはる『大小姐和看門犬』（講談社『別冊FRIEND』KC）
- 導演：小林啓一
- 劇本：政池洋佑
- 配樂：森いづみ
- 主題曲：SixTONES（Sony Music Labels）[10]
- 製作人：小池祐里佳
- 制作：TOHO Studio
- 發行：東寶

## 外部連結
- 大小姐和看門犬｜別冊FRIEND｜講談社
- 電視動畫官方網站（日語）
  - 電視動畫官方的X（前Twitter）
  - 電視動畫官方的Instagram帳戶
  - 電視動畫官方的TikTok
- 真人電影官方網站（日語）
  - 真人電影官方的X（前Twitter）
  - 真人電影官方的Instagram帳戶